# Val di Fassa
La val di Fassa (Val de Fascia in ladino, Fassatal in tedesco) è una valle nelle Dolomiti, situata nel Trentino nord-orientale, al confine con le province di Bolzano e Belluno. Costituisce l'alto corso del torrente Avisio, che nasce dal ghiacciaio della Marmolada. Circondata da alcuni dei più noti gruppi montuosi dolomitici, la valle è un'importante meta turistica sia invernale sia estiva. Inoltre, per la sua identità linguistica, è parte integrante della Ladinia.

## Geografia fisica
Costituita da sei comuni, è attraversata per intero dall'alto corso del torrente Avisio (affluente di sinistra del fiume Adige), dalle sorgenti fino alla confluenza del rio San Pellegrino nel centro di Moena, che costituisce il confine naturale con la Val di Fiemme. La valle è circondata da alcuni dei più importanti massicci delle Dolomiti, i Monti Pallidi: la Marmolada, il Gruppo del Sella, il Gruppo del Sassolungo e il Gruppo del Catinaccio, ma anche da montagne a litologia non dolomitica quali il Buffaure e i Monzoni.
La val di Fassa è collegata alle altre valli dolomitiche attraverso la Strada statale 48 delle Dolomiti, che la collega alla val di Fiemme e a Ora in val d'Adige, oltreché, tramite il passo Pordoi, a Livinallongo del Col di Lana e Cortina d'Ampezzo. Inoltre il passo San Pellegrino collega Moena con la valle del Biois, il passo di Costalunga connette Vigo di Fassa con la val d'Ega, mentre da Canazei è possibile raggiungere la val Gardena tramite il passo Sella e Rocca Pietore e la val Cordevole tramite il passo Fedaia.

### Valli secondarie

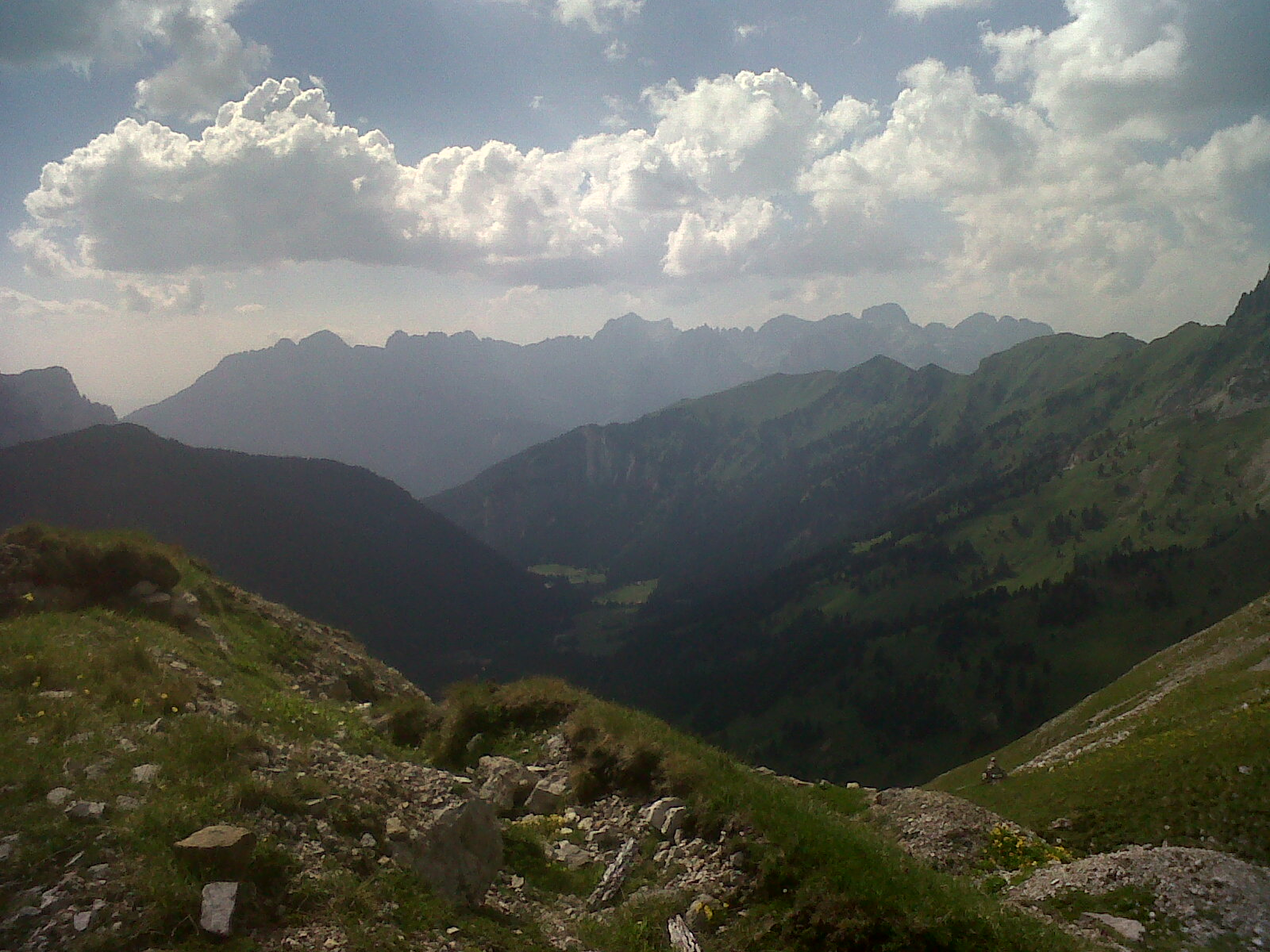
La val San Nicolò

Nel torrente Avisio confluiscono numerosi torrenti che scorrono nelle valli laterali presenti nel suo bacino idrografico. Ognuna di queste vallate minori, solitamente di conformazione glaciale, raramente è dotata di una strada asfaltata e nessuna ospita centri importanti. Non mancano tuttavia malghe e fienili tipici della tradizione montana locale. Le vallate più importanti sono:
- Val Contrin, percorsa dal Ruf de Contrin.
- Val Lasties, percorsa dal Ruf de Antermont.
- Val Duron, percorsa dal Ruf de Duron.
- Val di Dona, percorsa dal Ruf de Dona.
- Val di Udai, percorsa dal Ruf de Udai.
- Val di Vajolet, percorsa dal Ruf de Soal.
- Val San Nicolò, percorsa dal Rio di San Nicolò.
- Valle di San Pellegrino, percorsa dal Rio San Pellegrino.

### Comuni
I comuni che ne fanno parte sono, da sud a nord:
| Comune                        | Frazioni | Abitanti | Estensione |
| Moena/Moena                   | Forno, Sorte, Someda, Penia, Medil, Passo San Pellegrino                                                                   | 2 617    | 82 km²     |
| Soraga di Fassa/Soraga        | Palua, Soraga Alta, Fuchiade                                                                                               | 691      | 19 km²     |
| San Giovanni di Fassa/Sèn Jan | Pozza di Fassa, Pera di Fassa, Ronch, Meida, Monzon, Vigo di Fassa, Costa, Vallonga, Larzonei, Passo di Costalunga, Tamion | 3 588    | 99,82 km²  |
| Mazzin/Mazin                  | Campestrin, Fontanazzo di Sopra, Fontanazzo di Sotto                                                                       | 597      | 23 km²     |
| Campitello di Fassa/Ciampedel | Pian, Fossél | 719      | 25 km²     |
| Canazei/Cianacei              | Alba, Gries, Penia, Passo Pordoi                                                                                           | 1 878    | 67 km²     |
| Totale                        | — | 10 090   | 315 km²    |

Nota: le frazioni di Forno, Medil, Penia e Sorte e gran parte dell'abitato di Moena, a eccezione della frazione di Someda, appartengono orograficamente alla val di Fiemme (medio corso del torrente Avisio), essendo situate a valle del rio San Pellegrino (confine naturale tra Fiemme e Fassa). Per questo motivo, il comune di Moena è anche membro della Magnifica Comunità di Fiemme.

## Storia

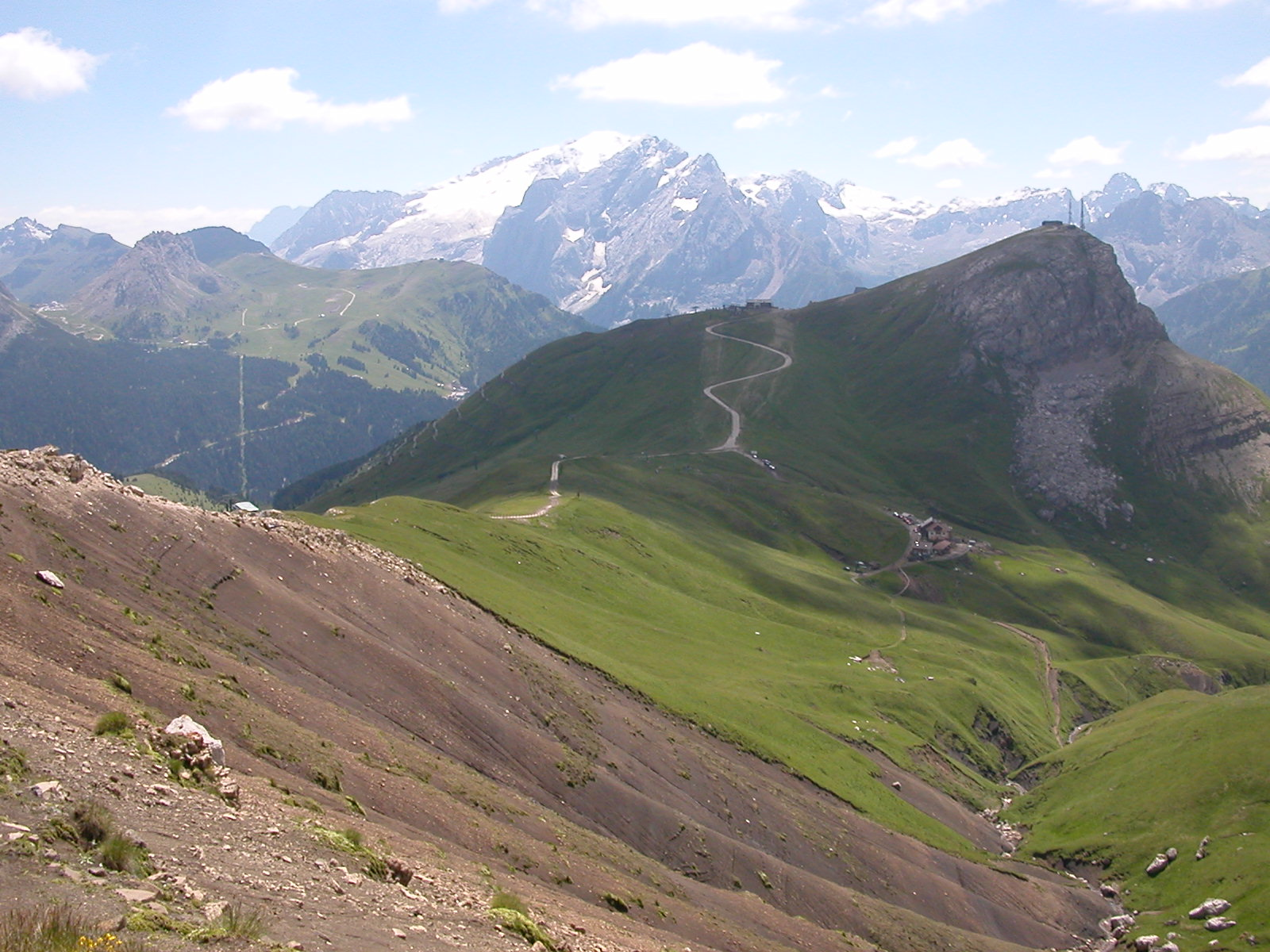
Col Rodella

I primi insediamenti umani nella val di Fassa sembrano risalire all'Età del Bronzo, anche se la zona era frequentata fin dalla preistoria da cacciatori provenienti dalle pianure più a sud. Una conferma dell'esistenza di insediamenti stabili e culturalmente uniti nella zona, fu il ritrovamento dei resti di un castelliere retico, avvenuto nel 1968 nei pressi di Mazzin. La conquista romana della Rezia (15 a.C.) diffuse nell'area dolomitica il latino che, in seguito alla compenetrazione con le lingue retiche, darà origine alla lingua ladina. Testimonianze del passaggio romano, oltre che nella lingua, si trovano comunque in alcuni toponimi locali (es. Vicus-Vigo di Fassa).
Durante il Medioevo la val di Fassa fu soggetta all'autorità del Principato vescovile di Bressanone, ad eccezione di Moena, che apparterrà a Trento almeno fin dal XII secolo. Fu in questo periodo, attraverso una lunga lotta con l'autorità vescovile, che si affermarono le prerogative di autonomia e di libertà della Comunità di Fassa, fondate sul diretto controllo e sulla proprietà collettiva di parte del territorio, in particolare dei boschi e dei pascoli di alta montagna. I diritti di autonomia e di gestione del territorio decaddero soltanto nel periodo delle guerre napoleoniche, in cui i fassani si schierarono al fianco delle milizie popolari tirolesi. Dopo la fine dell'epoca napoleonica la valle condivise i destini dell'impero austro-ungarico, e alla fine del XIX secolo la "scoperta" di nuove vette contribuì a diffondere in tutta Europa il mito romantico dei Monti Pallidi, e creò le condizioni per la nascita di quell'industria turistica che sarebbe stata successivamente la maggiore risorsa economica locale.

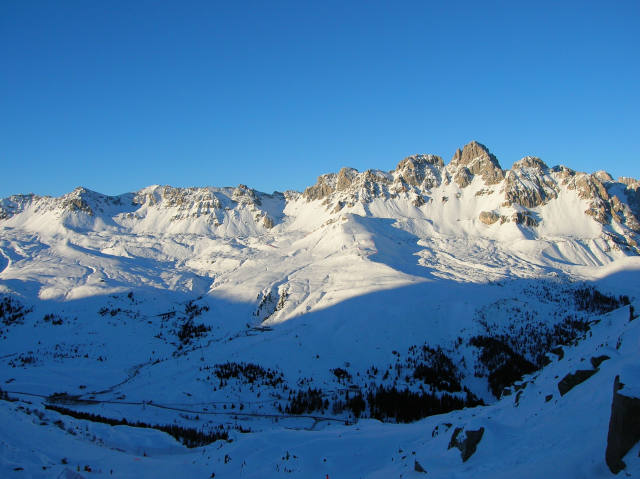
Passo di San Pellegrino

Allo scoppio della prima guerra mondiale la val di Fassa si trovò sulla linea del fronte italo-austriaco. Numerose sono le testimonianze del conflitto, come le trincee visitabili oggi attraverso itinerari turistici come la celebre ferrata delle Trincee. All'interno del ghiacciaio della Marmolada le truppe austroungariche scavarono addirittura un complesso sistema di gallerie, dotate di elettricità, telegrafo e riscaldamento, tale da meritarsi l'appellativo di "città di ghiaccio" (Eisstadt). 
Il passaggio, nel 1918, del Tirolo cisalpino al Regno d'Italia, segnò un'ulteriore diminuzione dell'autonomia e dell'identità storica della zona, con il frazionamento dell'area culturale ladina in diverse entità amministrative. A partire dal secondo dopoguerra, con l'istituzione della regione autonoma Trentino-Alto Adige, del comprensorio Ladino di Fassa, e la recente istituzione della "comunità di valle" (il Comun General de Fascia), l'identità locale fassana è nuovamente in fase di riconoscimento.

## Lingua
In val di Fassa si parla prevalentemente la lingua ladina, nella sua variante del dialetto fassano. Tale idioma è ulteriormente suddiviso in tre varianti:
- Moenàt, parlato a Moena
- Brach, parlato a Soraga di Fassa e San Giovanni di Fassa
- Cazèt, parlato a Mazzin, Campitello di Fassa e Canazei (alta val di Fassa)

Al censimento del 2011, 8 092 cittadini residenti in valle si sono dichiarati di madrelingua ladina, pari all'81,54% della popolazione.
| Nome italiano                | Nome ladino        | Abitanti | Numero di ladini | Percentuale di ladini |
| ---------------------------- | ------------------ | -------- | ---------------- | --------------------- |
| Campitello di Fassa          | Ciampedèl          | 740      | 608              | 82,2%                 |
| Canazei                      | Cianacèi           | 1911     | 1524             | 79,7%                 |
| Mazzin                       | Mazìn              | 493      | 381              | 77,3%                 |
| Moena                        | Moena              | 2698     | 2126             | 78,8%                 |
| Pozza di Fassa               | Poza               | 2138     | 1765             | 82,6%                 |
| Soraga di Fassa              | Soraga             | 736      | 629              | 85,5%                 |
| Vigo di Fassa                | Vich               | 1207     | 1059             | 87,7%                 |
| Area ladina                  |                    | 9923     | 8092             | 81,5%                 |
| Provincia autonoma di Trento | Provinzia de Trent | 526 510  | 18 550           | 3,5%                  |

Nel censimento effettuato negli ultimi mesi del 2021, a fronte di un generale aumento della popolazione provinciale, il numero dei ladini è diminuito.
| Nome italiano                | Nome ladino        | Abitanti | Numero di ladini | Percentuale di ladini |
| ---------------------------- | ------------------ | -------- | ---------------- | --------------------- |
| Campitello di Fassa          | Ciampedèl          | 709      | 392              | 55,3%                 |
| Canazei                      | Cianacèi           | 2015     | 1092             | 54,2%                 |
| Mazzin                       | Mazìn              | 598      | 315              | 52,7%                 |
| Moena                        | Moena              | 2682     | 1364             | 50,9%                 |
| San Giovanni di Fassa        | Sèn Jan            | 3698     | 2443             | 66,1%                 |
| Soraga di Fassa              | Soraga             | 691      | 460              | 66,6%                 |
| Area ladina                  |                    | 10 393   | 6066             | 58,4%                 |
| Provincia autonoma di Trento | Provinzia de Trent | 531 733  | 15 775           | 2,9%                  |

## Tradizioni

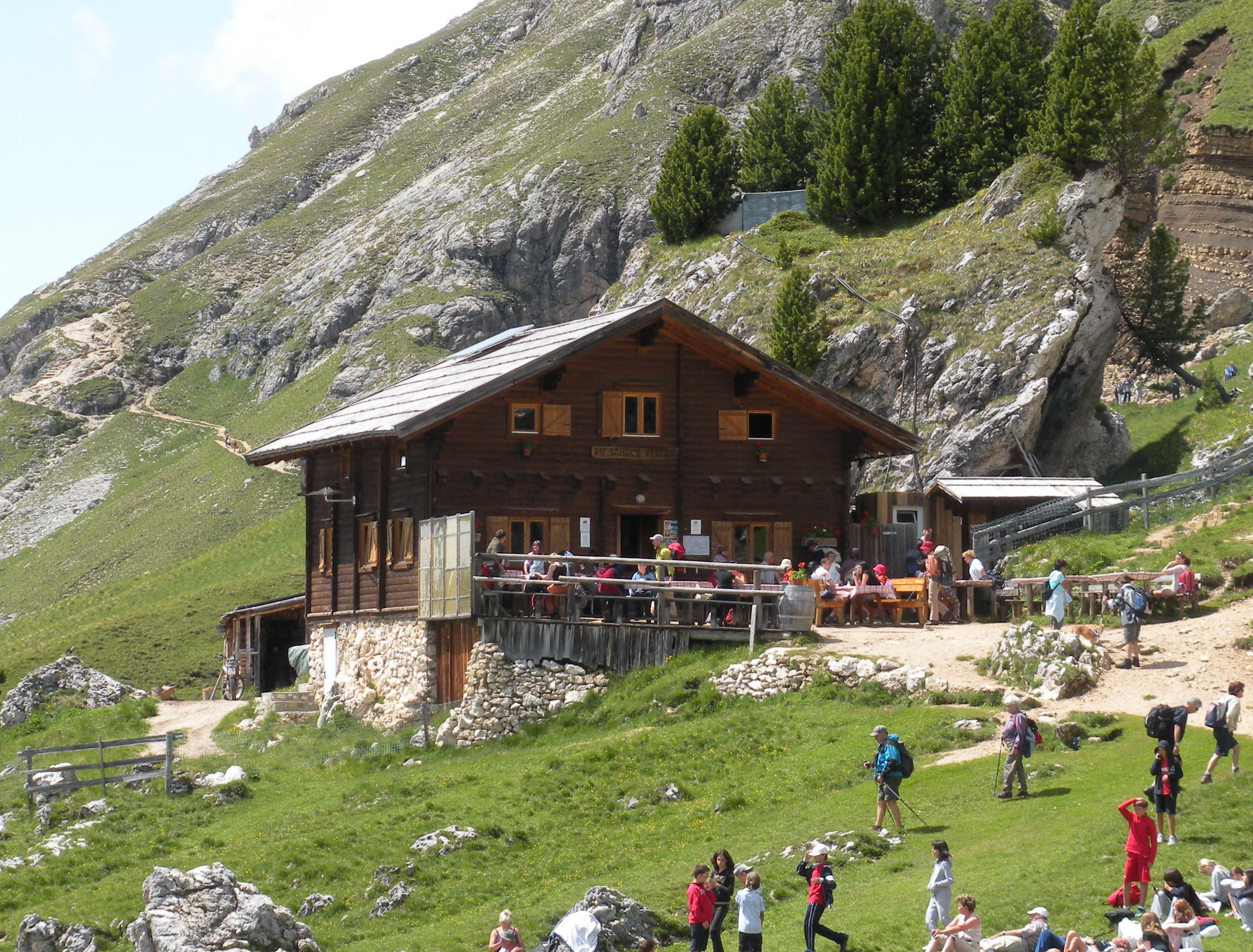
Rifugio Pertini

A Moena esiste un quartiere chiamato Rione Turchia (orograficamente situato nella val di Fiemme), in cui annualmente si celebra la Festa in Turchia, per ricordare la vicenda di un generale dell'Impero Ottomano sfuggito alla battaglia di Vienna del 1683 che, valicate le Alpi e arrivato stremato in quel di Moena, viene soccorso dagli abitanti del rione, che a loro volta vengono soprannominati turchi, a causa dell'assistenza prestata al generale ottomano.
Nella valle è molto forte la tradizione popolare, legata alla cultura ladina. In valle sono conosciute favole, leggende e racconti popolari legate ai maestosi monti che le fanno da contorno. È celebre quella di Ciambolpìn, il pastore innamorato nativo del lago di Fedàia, presso la Marmolada, rimasto stregato dalla fata Kelina. A Vigo di Fassa, centro amministrativo della valle, hanno sede l'Istituto Culturale Ladino Majon di fascegn e il museo ladino di Fassa. In ogni paese c'è una chiesa dall'architettura caratteristica della zona trentina e del vicino Alto Adige.
In val di Fassa esistono molte tradizioni come quella di San Nicolò, patrono di Pozza di Fassa dove si trova una chiesetta dedicata, che assieme ai krampus gira per i paesi della valle la sera del 5 di dicembre. Recentemente sono state organizzate una sfilata di krampus nel 2016 e una nel 2017.

## Turismo

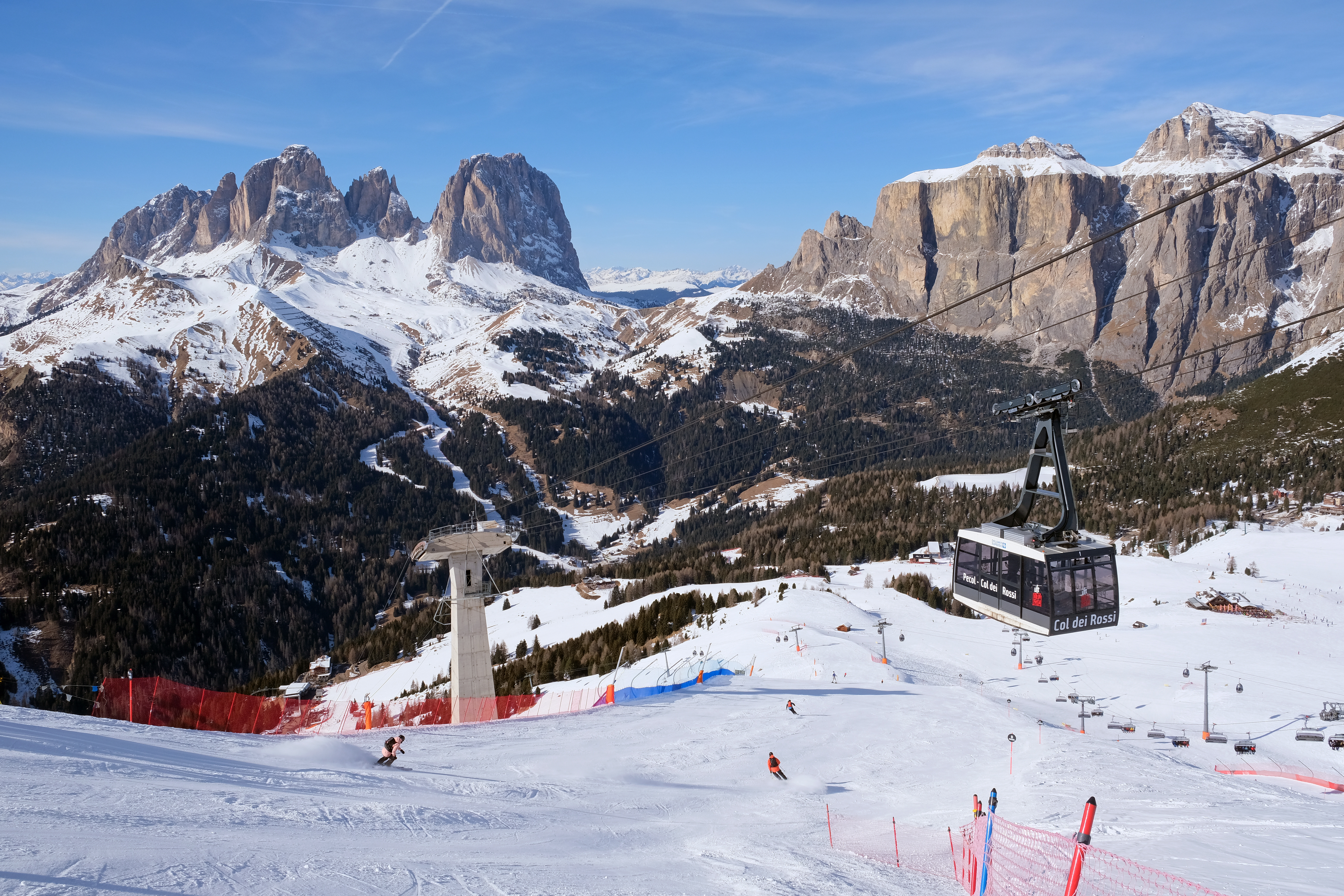
Val di Fassa, Dolomiti Superski

Le attività che si svolgono in valle sono legate principalmente al turismo, sia estivo che invernale. Le località sciistiche della valle fanno parte del consorzio Dolomiti Superski, il più esteso al mondo. Le aree sciistiche della valle sono le seguenti:
- Belvedere/Col Rodella, accessibile da Canazei e da Campitello di Fassa, collegata con la val Gardena e con Arabba e la Marmolada. Da qui si può accedere al giro del Gruppo del Sella, chiamato Sellaronda.
- Ciampac-Buffaure, accessibile da Alba di Canazei o da Pozza di Fassa, collegata anch'essa con il Sellaronda.
- Catinaccio-Rosengarten, presso Vigo e Pera di Fassa.
- Tre Valli, presso Moena, consiste nell'area dell'Alpe Lusia e in quella del passo San Pellegrino-passo Valles-Falcade.

Per quanto riguarda il turismo estivo, è possibile utilizzare i mezzi di risalita invernali per raggiungere i punti di accesso più comodi per numerose escursioni, caratterizzate da laghi alpini, boschi e pareti rocciose. Notevoli sono le possibilità escursionistiche nei gruppi dolomitici del Catinaccio, Sassolungo, Sella, Marmolada e Buffaure-Monzoni. D'estate è anche possibile percorrere il tragitto del Sellaronda a piedi o in mountain bike. Una pista ciclabile percorre inoltre tutta la val di Fassa, da Canazei a Moena, e oltre fino a Molina di Fiemme, seguendo in gran parte il percorso della Marcialonga.